# 대한민국의 서원 목록
다음은 대한민국의 서원 목록이다. 한국서원연합회 자료를 기초로 작성하였다.

## 목록
| 서원명칭 (한자)          | 소재지                                                  | 설립년도            | 비고   |
| ------------------------ | ------------------------------------------------------- | ------------------- | ------ |
| 가산서원 (佳山書院)      | 전라남도 장성군 삼서면 홍정리 가산                      | 1559년(명종 14)     |        |
| 가호서원 (佳湖書院)      | 경상남도 진주시 이반성면 용암리                         | 미상                |        |
| 간곡서원 (艮谷書院)      | 충청남도 부여군 임천면 구교리 114                       | 1740년(영조 16)     |        |
| 갈천서원 (葛川書院)      | 경상남도 고성군 대가면 갈천리 1146                      | 1712년(숙종 38)     |        |
| 강성서원 (江城書院)      | 전라남도 장흥군 유치면 늑룡리 664                       | 1644년(인조 22)     |        |
| 건암서원 (建巖書院)      | 충청남도 서천군 문산면 지원리 명곡마을                  | 1662년(현종 3)      |        |
| 검계서원 (儉溪書院)      | 충청남도 천안시 동남구 풍세면 삼태리 219                | 1766년(영조 42)     |        |
| 검담서원 (黔潭書院)      | 세종특별자치시 부강면 검호리                            | 1695년(숙종 21)     |        |
| 검암서원 (儉岩書院)      | 충청북도 청주시 상당구 가덕면 병암리                    | 1694년(숙종 20)     |        |
| 겸천서원 (謙川書院)      | 전라남도 순천시 주암면 죽림리 401                       | 1706년(숙종 32)     |        |
| 경광서원 (鏡光書院)      | 경상북도 안동시 서후면 금계2리 92                       | 1568년(선조 1)      |        |
| 경락서원 (景洛書院)      | 경상북도 구미시 고아읍 대망리                           | 1807년(순조7년)     |        |
| 경산서원 (景山書院)      | 경상북도 경주시 강동면 양동리 236                       | 1838년(헌종 4)      |        |
| 경양서원 (鏡陽書院)      | 경상북도 김천시 구성면 광명리 중기마을                  | 숙종 대(1675~1720)  |        |
| 경행서원 (景行書院)      | 강원특별자치도 동해시 송정동                            | 1631년(인조 9)      | 미복설 |
| 경현서원 (景賢書院)      | 전라남도 나주시 노안면 영평리 영안마을                  | 1584년(선조 17)     |        |
| 계담서원 (桂潭書院 )     | 충청북도 괴산군 감물면                                  | 1824년(순조 24)     |        |
| 계산서원 (溪山書院)      | 전라북도 고창군 상하면 검산리 400                       | 1704년(숙종 30)     |        |
| 고강서원 (高岡書院)      | 경상남도 창녕군 고암면 억만리                           | 1713년(숙종 39)     |        |
| 고로서원 (古老書院)      | 충청남도 공주시 사곡면 호계리                           | 1808년(순조 8)      |        |
| 고산서원 (高山書院)      | 경상북도 안동시 남후면 광음리 34                        | 1768년(영조 44)     |        |
| 고산서원 (孤山書院)      | 경상북도 울진군 근남면 행곡리 419-2                     | 1628년(인조 6)      |        |
| 고암서원 (考巖書院)      | 전라북도 정읍시 상평동 378                              | 1695년(숙종 21)     |        |
| 고천서원 (古川書院)      | 경상북도 영천시 임고면 고천리 245                       | 1705년(숙종 31)     |        |
| 곡수서원 (曲水書院)      | 전라남도 순천시 조례동 산355                            | 1712년(숙종 38)     |        |
| 곤산서원 (崑山書院)      | 경상북도 칠곡군 약목면 복성 1리                         | 1773년(영조 49)     |        |
| 관곡서원 (館谷書院)      | 전라북도 임실군 지사면 관기리 208                       | 1736년(영조 12)     |        |
| 관란서원 (觀瀾書院)      | 경상북도 경산시 용성면 미산리 863                       | 1660년(현종 1)      |        |
| 관산서원 (冠山書院)      | 경상남도 창녕군 고암면 우천리 431                       | 1620년(광해군 12)   |        |
| 광남서원 (廣南書院)      | 경상북도 포항시 남구 구룡포읍 성동리 317                | 1791년(정조 15)     |        |
| 광산서원 (光山書院)      | 경상남도 창녕군 유어면 광산리 852                       | 1795년(정조 19)     |        |
| 광암서원 (廣巖書院)      | 강원특별자치도 원주시 부론면 법천2리 서원말             | 1721년(경종 1)      | 미복설 |
| 광천서원 (廣川書院)      | 경상남도 밀양시 부북면 전사포리 619-2                   | 1862년(철종 13)     |        |
| 구강서원 (龜崗書院)      | 경상북도 경주시 안강읍 양월리 679                       | 1692년(숙종 18)     |        |
| 구강서원 (鷗江書院)      | 울산광역시 중구 반구2동 171-1                           | 1678년(숙종 4)      |        |
| 구계서원 (龜溪書院)      | 경상남도 사천시 사천읍 구암리 산43                      | 1606년(선조 39)     |        |
| 구계서원 (龜溪書院)      | 경상북도 경산시 대동 214-1 영남대학교 내                | 1696년(숙종 22)     |        |
| 구고서원 (九皐書院)      | 경상북도 영주시 단산면 사천리                           | 1764년(영조 40)     |        |
| 구니서원 (求尼書院)      | 경상남도 창녕군 고암면 계상리 1160                      | 1866년(고종 3)      |        |
| 구만서원 (龜灣書院)      | 경상북도 봉화군 봉화읍 화천리 436                       | 1596년(선조 29)     |        |
| 구봉서원 (九峯書院)      | 강원특별자치도 춘천시 동면 감정리 구봉산(九峰山) 아래   | 1821년(순조 21)     | 미복설 |
| 구봉서원 (九峯書院)      | 경상북도 영덕군 영해면 원구리 577번지                   | 1665년(현종 6)      | 미복설 |
| 구산서원 (龜山書院)      | 전라북도 진안군 마령면 강정리 월운마을                  | 1828년(순조 28)     |        |
| 구산서원 (龜山書院)      | 충청남도 논산시 연산면 오산리 118번지                   | 1700년(숙종 26)     |        |
| 구암서원 (龜岩書院)      | 경상남도 창원시 마산회원구 구암동 284-19                | 1858년(철종 9)      |        |
| 구암서원 (龜巖書院)      | 대구광역시 북구 산격 1동 산79-1                         | 1665년(현종 6)      |        |
| 구암서원 (龜巖書院)      | 서울특별시 강동구 암사동 산 1-1                         | 1667년(현종 8)      | 미복설 |
| 구암서원 (龜巖書院)      | 전라남도 곡성군 입면 제월리 130                         | 1799년(정조 23)     |        |
| 구암서원 (龜岩書院)      | 전라북도 김제시 용지면 구암리                           | 1827년(순조 27)     |        |
| 구양서원 (龜陽書院)      | 경상북도 봉화군 봉화읍 거촌3리                          | 1908년              |        |
| 구연서원 (龜淵書院)      | 경상남도 거창군 위천면 황산리 769                       | 1694년(숙종 20)     |        |
| 구천서원 (龜川書院)      | 경상남도 김해시 상동면 우계리 811                       | 1822년(순조 22)     |        |
| 구천서원 (龜川書院)      | 경상남도 함양군 수동면 우명리 693                       | 1701년(숙종 27)     |        |
| 구천서원 (龜川書院)      | 경상북도 영천시 신령면 치산리 1274                      | 1676년(숙종 2)      |        |
| 구호서원 (鷗湖書院)      | 경상북도 영주시 영주 2동 구성산                         | 1392(태조1년)       |        |
| 구호서원 (龜湖書院)      | 전라북도 완주군 봉동읍 구미리 510                       | 1730년(영조 6)      |        |
| 국계서원 (菊溪書院)      | 충청북도 청주시 청원구 내수읍 비중리                    | 1701년(숙종 27)     |        |
| 군방서원 (群芳書院)      | 충청북도 괴산군 청안면 문방리 271                       | 1688년(숙종 14)     |        |
| 군자서원 (君子書院)      | 전라남도 강진군 작천면 군자리 행정                      | 순조20년(1820년)    |        |
| 귀강서원 (龜江書院)      | 경상북도 영주시 휴천 2동(지천)                          | 1615년              |        |
| 귀산서원 (龜山書院)      | 경상북도 경주시 현곡면 하구리 164                       | 1786년(정조 10)     |        |
| 귤림서원 (橘林書院)      | 제주특별자치도 제주시 이도1동                           | 1576년(선조 9)      |        |
| 근성서원 (芹城書院)      | 경상북도 안동시 일직면 조탑리 361                       | 1812년(순조 12)     |        |
| 근암서원 (近嵒書院)      | 경상북도 문경시 산북면 서중리 148-1                     | 1544년(중종 39)     |        |
| 금계서원 (金溪書院)      | 경상남도 거창군 위천면 강천리 강동마을                  | 1803년(순조 3)      | 미복설 |
| 금곡서원 (金谷書院)      | 경상북도 예천군 용문면 상금곡리 656                     | 1568년(선조 1)      |        |
| 금곡서원 (金谷書院)      | 충청남도 논산시 연무읍 금곡리 286번지                   | 1687년(숙종 13)     |        |
| 금당서원 (金塘書院)      | 충청북도 증평군 도안면 도당리 767-3                     | 1813년(순조 13)     |        |
| 금릉서원 (金陵書院)      | 경상남도 사천시 곤명면 금성리 375                       | 1602년(선조25)      |        |
| 금산서원 (錦山書院)      | 경상북도 의성군 봉양면 구산리                           | 1782년(정조 6)      |        |
| 금산서원 (琴山書院)      | 경상북도 포항시 남구 장기면 금곡리 390                  | 1707년(숙종 33)     |        |
| 금오서원 (金烏書院)      | 경상북도 구미시 선산읍 원리 276                         | 1570년(선조 3)      |        |
| 금호서원 (琴湖書院)      | 경상북도 경산시 하양읍 부호리 114                       | 1784년(숙종 10)     |        |
| 금호서원 (琴湖書院)      | 경상북도 청도군 이서면 흥선리 44번지                    | 1818년(순조 18)     |        |
| 금화서원 (金華書院)      | 충청북도 보은군 삼승면 선곡리 산23-1                    | 1758년(영조 34)     |        |
| 기강서원 (岐江書院)      | 경상남도 의령군 지정면 오천리 617                       |                     |        |
| 기산서원 (箕山書院)      | 전라북도 고창군 아산면 대동리                           | 1932년              |        |
| 기암서원 (機巖書院)      | 충청북도 청주시 상당구 낭성면 갈산리 455-1              | 1699년(숙종 25)     |        |
| 기양서원 (沂陽書院)      | 경상남도 함안군 칠원읍 무기리 무기1동                   | 1701년(숙종 27)     |        |
| 기양서원 (岐陽書院)      | 경상북도 안동시 임동면 수곡리 537-1                     | 1615년(광해군 7)    |        |
| 기천서원 (沂川書院)      | 경기도 여주시 금마면 이포리 26-1                        | 1580년(선조 13)     |        |
| 기천서원 (箕川書院)      | 경상북도 예천군 용궁면 월오2리 246                      | 1665년(현종 6)      |        |
| 낙동서원 (洛東書院)      | 대구광역시 달서구 상인동 880                            | 1708년(숙종 34)     |        |
| 낙봉서원 (洛峰書院)      | 경상북도 구미시 해평면 낙성리 474                       | 1646년(인조 24)     |        |
| 낙빈서원 (洛濱書院)      | 대구광역시 달성군 하빈면 묘리 795                       | 1679년(숙종 5)      |        |
| 낙산서원 (洛山書院)      | 경상남도 의령군 부림면 경산리                           | 1802년(순조 2)      |        |
| 낙산서원 (洛山書院)      | 경상북도 고령군 개진면 인안리                           | 1952년              |        |
| 낙암서원 (洛嵒書院)      | 경상북도 상주시 중동면 죽암리 산29                      | 1745년(영조 21)     |        |
| 남강서원 (南岡書院)      | 경상남도 양산시 주남동 산 195-1번지                     | 1783년 (정조 7년)   |        |
| 남강서원 (南岡書院)      | 경상남도 함안군 군북면 소포리 1167-1                    | 1842년(헌종 8)      |        |
| 남강서원 (南康書院)      | 전라남도 강진군 강진읍 교촌리                           | 1803년(순조 3)      |        |
| 남계서원 (南溪書院)      | 경상남도 밀양시 청도면 두곡리 366                       | 1704년(숙종 30)     |        |
| 남계서원 (藍溪書院)      | 경상남도 함양군 수동면 원평리 586-1                     | 1552년(명종 7)      |        |
| 남계서원 (南溪書院)      | 경상북도 군위군 군위읍 대북리 750                       | 1583년(선조 16)     |        |
| 남고서원 (南皐書院)      | 전라북도 정읍시 북면 보림리 537                         | 1577년(선조 10)     |        |
| 남산서원 (南山書院)      | 전라북도 김제시 성덕면 묘라리 440-1                     | 1574년(선조 7)      |        |
| 남산서원 (南山書院)      | 전라북도 순창군 순창읍 남산리                           | 1800년(정조 24)     |        |
| 남악서원 (南岳書院)      | 경상남도 진주시 금곡면 죽곡리                           | 680년경             |        |
| 남호서원 (南湖書院)      | 경상북도 경산시 하양읍 남하1리                          | 1786년(정조 10)     |        |
| 낭산서원 (朗山書院)      | 충청남도 부여군 세도면 수고 1리                         | 1742년 (영조18)     |        |
| 내산서원 (內山書院)      | 전라남도 영광군 불갑면 쌍운리 22-2                      | 1635년(인조 13)     |        |
| 노강서원 (鷺江書院)      | 경기도 의정부시 장암동 산146-1                          | 1695년(숙종 21)     |        |
| 노강서원 (老江書院)      | 경상북도 고령군 다산면 송곡리                           | 1712년(숙종 38)     |        |
| 노강서원 (魯岡書院)      | 충청남도 논산시 광석면 오강리 227                       | 1675년(숙종 1)      |        |
| 노계서원 (魯溪書院)      | 경상북도 영주시 봉현면 노좌리                           | 1788년              |        |
| 노동서원 (魯東書院)      | 강원특별자치도 홍천군 서면 어유포리 32                  | 미상                |        |
| 노동서원 (魯東書院)      | 경상북도 울진군 기성면 황보1리 692                      | 1816년(순조 16)     |        |
| 노림서원 (魯林書院)      | 경상북도 안동시 일직면 송리동                           | 1653년(효종 4)      | 미복설 |
| 노봉서원 (魯峯書院)      | 경상북도 예천군 호명면 내신2리 340                      | 1794년(정조 19)     |        |
| 노봉서원 (魯峯書院)      | 충청북도 청주시 현도면 노산리                           | 1615년(광해군 7)    | 미복설 |
| 노양서원 (魯陽書院)      | 전라북도 정읍시 풍소동 점암마을 215-1                   | 1693년(숙종 19)     |        |
| 녹동서원 (鹿洞書院)      | 대구광역시 달성군 가창면 우록리 585-1                   | 1789년(정조13)      |        |
| 녹동서원 (鹿洞書院 )     | 전라남도 영암군 영암읍 교동리 356                       | 1630(인조 8)        |        |
| 뇌암서원 (雷巖書院)      | 세종특별자치시 전의면 관정리                            | 1699년(숙종 25)     |        |
| 누암서원 (樓巖書院)      | 충청북도 충주시 가금면 창동                             | 1695년(숙종 21)     |        |
| 단계서원 (丹溪書院)      | 경상북도 봉화읍 문단리(옛 순흥군)                       | 1618년              | 훼철   |
| 단구서원 (丹邱書院)      | 경상북도 경주시 강동면 단구리                           | 1862년(철종 13)     |        |
| 단구서원 (丹邱書院)      | 경상북도 의성군 봉양면 분토1리 457                      | 1858년(철종 9)      |        |
| 대각서원 (大覺書院)      | 경상남도 진주시 수곡면 사곡리 518                       | 1610년(광해군 2)    |        |
| 대계서원 (大溪書院 )     | 전라남도 보성군 보성읍 우산리                           | 1657년(효종 8)      |        |
| 대로서원 ()              | 경기도 여주시 하동 201-1                                | 1785년(정조9년)     |        |
| 대승서원 (大勝書院)      | 전라북도 완주군 소양면 대승리 124                       | 정조연간            |        |
| 대포서원 (大浦書院)      | 경기도 김포시 양촌읍 대포리 산 92-1                     | 1973년              |        |
| 대포서원 (大浦書院)      | 경상남도 산청군 생초면 대포리 182                       | 1693년(숙종 19)     |        |
| 덕강서원 (德崗書院)      | 경상북도 영천시 화산면 화산리                           | 1621년(광해군 13)   |        |
| 덕계서원 (德溪書院)      | 전라남도 곡성군 오곡면 오지리 464                       | 1814년(순조 14)     |        |
| 덕계서원 (德溪書院)      | 전라북도 임실군 둔남면 둔기리                           | 1793년(정조 17)     |        |
| 덕곡서원 (德谷書院)      | 경상남도 의령군 의령읍 하리 621                         | 1654년(효종 5)      |        |
| 덕림서원 (德林書院)      | 경상북도 김천시 남면 초곡리                             | 1669년(현종 10)     | 미복설 |
| 덕림서원 (德林書院)      | 경상북도 포항시 남구 장기면 임중1리 485                 | 1740년(영조 16)     |        |
| 덕봉서원 (德峰書院)      | 경기도 안성시 양성면 덕봉리 106                         | 1695년(숙종 21)     |        |
| 덕봉서원 (德峯書院)      | 경상남도 창녕군 부곡면 부곡리 380                       | 1702년(숙종 28)     |        |
| 덕봉서원 (德峯書院)      | 충청북도 옥천군 청산면 하서리 서원동                    |                     |        |
| 덕산서원 (德山書院)      | 경상남도 고성군 마암면 두호리 467                       | 1823년(순조 23)     |        |
| 덕산서원 (德山書院)      | 경상북도 영주시 부석면 상석리 137번지                   | 1978년              |        |
| 덕산서원 (德山書院)      | 대구광역시 수성구 황금동 258                            | 1995년              |        |
| 덕성서원 (德星書院)      | 세종특별자치시 아름동                                   | 1885년(고종22)      |        |
| 덕암서원 (德巖書院)      | 경상북도 성주군 월향면 유월리 1291                      | 1672년(현종 13)     |        |
| 덕암서원 (德巖書院)      | 전라북도 임실군 지사면 원산리 529                       | 1607년(선조 40)     |        |
| 덕양서원 (德陽書院)      | 경상북도 의성군 춘산면 대사리 617                       | 1625년(인조 3)      |        |
| 덕양서원 (德陽書院)      | 전라남도 고흥군 봉래면 덕흥리 668-2                     | 1768년(영조 44)     |        |
| 덕양서원 (德陽書院)      | 전라남도 곡성군 오곡면 덕산리 16-1                      | 1589년(선조 22)     |        |
| 덕연서원 (德淵書院)      | 경상남도 함안군 칠원면 용정리 966-1                     | 1591년(선조 24)     |        |
| 덕원서원 (德源書院)      | 경상남도 합천군 청덕면 성태리                           | 1692년(숙종 18)     |        |
| 덕천서원 (德泉書院)      | 경상남도 거창군 위천면 상천리 서원동                    | 1811년(순조 11년)   |        |
| 덕천서원 (德川書院)      | 경상남도 산청군 시천면 원리 222-3                       | 1576년(선조 9)      |        |
| 덕천서원 (德泉書院)      | 경상북도 성주군 수륜면 수륜리                           |                     |        |
| 덕천서원 (德川書院)      | 충청북도 청주시 가덕면 노동리                           | 1694년(숙종 20)     |        |
| 도계서원 (道溪書院)      | 경상남도 함안군 함안면 파수리 546                       | 1780년(정조 4)      |        |
| 도계서원 (道溪書院)      | 경상북도 봉화군 봉화읍 도촌리                           | 1610년(광해군 2)    |        |
| 도계서원 (道溪書院)      | 경상북도 안동시 북후면 도촌리 358                       | 1687년(숙종 13)     |        |
| 도계서원 (道溪書院)      | 경상북도 영천시 북안면 도천리 산383                     | 1707년(숙종 33)     |        |
| 도계서원 (道溪書院)      | 전라북도 정읍시 이평면 도계리 84-1                      | 1673년(현종 14)     |        |
| 도고서원 (陶皐書院)      | 경상북도 영주시 부석면 우곡리                           | 1824년(純祖 24)     | 미복설 |
| 도곡서원 (道谷書院)      | 경상남도 함양군 지곡면 개평리                           | 1701년(숙종 27)     |        |
| 도남서원 (道南書院)      | 경상남도 함안군 대산면 대사리                           | 1854년(철종 5)      |        |
| 도남서원 (道南書院)      | 경상북도 상주시 도남동 175                              | 1606년(선조 39)     |        |
| 도동서원 (道東書院)      | 경상북도 김천시 구성면 상좌원 도동                      | 1771년(영조 47)     |        |
| 달성 도동서원 (道東書院) | 대구광역시 달성군 구지면 도동리 35                      | 1568년(선조 1)      |        |
| 도동서원 (道東書院)      | 전라남도 곡성군 오곡면 오지리 466                       | 1676년(숙종 2)      |        |
| 도동서원 (道東書院)      | 전라북도 고창군 신림면 가평리 168-3                     | 1876년              |        |
| 도봉서원 (道峰書院)      | 경상남도 창원시 동읍 석산리 432                         | 1713년(숙종 39)     |        |
| 도봉서원 (道峰書院)      | 서울특별시 도봉구 도봉동                                | 1573년(선조 6)      |        |
| 도산서원 (道山書院)      | 경상남도 고성군 구만면 화림리 127                       | 1623년(인조 1)      |        |
| 도산서원 (陶山書院)      | 경상북도 안동시 도산면 토계리 680                       | 1561년(명종 16)     |        |
| 도산서원 (道山書院)      | 대전광역시 서구 탄방동 220-2                            | 1693년(숙종 19)     |        |
| 도산서원 (道山書院)      | 전라북도 무주군 안성면 사전리 711                       | 1813년(순조 13)     |        |
| 도암서원 (道巖書院)      | 경상남도 함안군 군북면 덕대리                           | 1679년(숙종 5)      |        |
| 도암서원 (道巖書院)      | 경상북도 고령군 쌍림면 고곡동 26번지                    | 1666년(현종 7)      |        |
| 도암서원 (道巖書院)      | 전라북도 고창군 공음면 칠암리 819                       | 1572년(선조 5)      |        |
| 도암서원 (道巖書院)      | 전라북도 장수군 장계면 송천리 서변마을                  | 1815년(순조 15)     |        |
| 도연서원 (道淵書院)      | 경상남도 고성군 마암면 도전리 543                       | 1687년(숙종 13)     |        |
| 도원서원 (道源書院)      | 전라남도 화순군 동복면 연월리 915번지                   | 1670년(현종 11)     |        |
| 도잠서원 (道岑書院)      | 경상북도 영천시 대창면 용호리 140                       | 1612년(광해군 4)    |        |
| 도정서원 (道正書院)      | 경상북도 예천군 호명면 황지리 447                       | 1640년(인조 18)     |        |
| 도천서원 (陶川書院)      | 강원특별자치도 원주시 지정면 안창리 506번지             | 1693년(숙종 19)     |        |
| 도천서원 (道川書院)      | 경상남도 산청군 신안면 신안리 177                       | 1461년(세조 7)      |        |
| 도포서원 (道浦書院)      | 강원특별자치도 춘천시 서면 신매리                       | 1650년(효종원년)    | 미복설 |
| 독성서원 (獨醒書院)      | 충청남도 아산시 염치읍 동정리 179번지                   | 1858년              |        |
| 돈암서원 (遯巖書院)      | 충청남도 논산시 연산면 임리 74번지                      | 1634년(인조 12)     |        |
| 동강서원 (東岡書院)      | 경상북도 경주시 강동면 유금리 148-1                     | 1695년(숙종 21)     |        |
| 동곡서원 (東谷書院)      | 충청남도 부여군 세도면 동사리 622                       | 1826년(순조 26)     |        |
| 동락서원 (東洛書院)      | 경상북도 구미시 임수동 373                              | 1610년(광해군 2)    |        |
| 동명서원 (東溟書院)      | 강원특별자치도 양양군 양양읍 조산리                     | 1628년(인조 ６)     |        |
| 동산서원 (東山書院)      | 경상남도 창녕군 이방면 동산리 93                        | 1829년(순조 29)     |        |
| 동산서원 (東山書院)      | 경상북도 경산시 남천면 협석리                           | 1813년(순조 13)     |        |
| 동산서원 (東山書院)      | 경상북도 안동시 성곡동 698                              | 1961년              |        |
| 동산서원 (東山書院)      | 대구광역시 동구 둔산동 옻골마을                         | 1820년(순조 20)     |        |
| 동산서원 (東山書院)      | 전라북도 고창군 성내면 동산리                           | 1718년(숙종 44)     |        |
| 동악서원 (東岳書院)      | 충청남도 당진군 송상면 명산리 선머리(서원머리)          | 1706년(숙종 32)     |        |
| 두곡서원 (杜谷書院)      | 전라북도 김제시 진봉면 심포리 명동마을                  | 1634년(인조 12)     |        |
| 두릉서원 (杜陵書院)      | 경상남도 함안군 여향면 외암리                           | 1832년(순조 32)     |        |
| 두암서원 (斗巖書院)      | 광주광역시 북구 두암동 837-1번지                        | 1850년(철종 1)      |        |
| 라곡서원 (螺谷書院)      | 경상북도 포항시 남구 구룡포읍 병포2리 산120-1           | 1938년(戊寅)        |        |
| 매강서원 (梅岡書院)      | 경상북도 의성군 사곡면 매곡1리                          | 1807년(순조 7)      |        |
| 매계서원 (梅溪書院)      | 전라북도 남원시 사매면 관풍리 794-6                     | 1781년(정조 5)      |        |
| 매림서원 (梅林書院)      | 경상북도 고령군 쌍림면 송림2리                          | 1707년(숙종 33)     |        |
| 매산서원 (梅山書院)      | 경기도 여주시 세종대왕면 번도리 321-4                   | 1456년 (세조 2)     |        |
| 매양서원 (梅陽書院)      | 대구광역시 북구 매천동                                  | 1831년(순조 31)     |        |
| 명계서원 (明溪書院)      | 경상북도 울진군 기성면 정명리 81                        | 1671년(현종 12)     |        |
| 명곡서원 (明谷書院)      | 경상북도 의성군 가음면 양지리 3                         | 1818년(순조 18)     |        |
| 명탄서원 (鳴灘書院)      | 충청남도 공주시 월송동 210번지                          | 1490년(성종 21)     |        |
| 명호서원 (明湖書院)      | 경상북도 안동시 정상동 옹정골길 38                      | 1790년(정조 14)     |        |
| 목계서원 (牧溪書院)      | 경상남도 산청군 단성면 방목리 239                       | 1778년(정조 2)      |        |
| 목담서원 (鶩譚書院)      | 충청북도 옥천군 동이면 금암리                           | 1765년(영조 32)     |        |
| 묘장서원 (畝長書院)      | 전라남도 영광군 묘량면 운당리 영당마을                  | 1616년(광해군 8)    |        |
| 무령서원 (武靈書院)      | 전라남도 영광군 영광읍 월평리                           | 1784년(영조 24)     |        |
| 무성서원 (武城書院)      | 전라북도 정읍시 칠보면 무성리 500                       | 1484년(성종 15)     |        |
| 무양서원 (武陽書院)      | 광주광역시 광산구 월계동 535-1                          | 일제강점기          |        |
| 무원서원 (武原書院)      | 경상북도 영천시 신령면 왕산리 974                       | 1630년(인조 8)      |        |
| 무제서원 (武弟書院)      | 전라북도 순창군 팔덕면 청계리                           | 1788년(정조 12)     |        |
| 묵계서원 (黙溪書院)      | 경상북도 안동시 길안면 묵계1리 735                      | 1687년(숙종 13)     |        |
| 묵정서원 (墨井書院)      | 충청북도 청주시 상당구 낭성면 관정리 묵정마을 430-1번지 | 1695년(숙종 21)     |        |
| 문곡서원 (汶谷書院)      | 경상북도 성주군 초전면 월곡리 600                       | 1750년(영조 26)     |        |
| 문봉서원 (文峯書院)      | 경기도 고양시 덕양구 주교동 603-3                       | 1688년(숙종 14)     |        |
| 문산서원 (文山書院)      | 경상남도 산청군 단성면 입석리 증촌 1056                 | 1843년(헌종 9)      |        |
| 문산서원 (文山書院)      | 경상북도 구미시 선산읍 독동리 604                       | 1792년(정조 16)     |        |
| 문암서원 (文岩書院)      | 강원특별자치도 춘천시 신북면 용산리                     | 1612년(광해군 4)    | 미복설 |
| 문양서원 (文陽書院)      | 대구광역시 군위군 부계면 창평2리                        | 1793년(정조 17)     |        |
| 문연서원 (文淵書院)      | 경상북도 고령군 우곡면 도진리                           | 1695년(숙종 21)     |        |
| 문창서원 (文昌書院)      | 전라북도 군산시 옥구읍 상평리 626                       | 신라시대            |        |
| 문헌서원 (文憲書院)      | 경기도 오산시 내삼미동 753-2                            | 1550년(명종 5)      |        |
| 문헌서원 (文獻書院)      | 충청남도 서천군 기산면 영모리                           | 1594년(선조 27)     |        |
| 물계서원 (勿溪書院)      | 경상남도 창녕군 대지면 모산리 79                        | 1712년(숙종 38)     |        |
| 물계서원 (勿溪書院)      | 경상북도 예천군 감천면 관현리 185-1                     | 1661년(현종 2)      |        |
| 미강서원 (湄江書院)      | 경기도 연천군 미산면 동이리 737-2                       | 1691년(숙종 17)     |        |
| 미강서원 (美岡書院)      | 전라남도 순천시 해룡면 신대리 1318                      | 미상                |        |
| 미산서원 (眉山書阮)      | 전라남도 해남군 해남읍 해리 577번지                     | 1781년(정조 5)      |        |
| 미연서원 (嵋淵書院)      | 경상남도 의령군 대의면 중촌리 765-1                     | 1825년(순조 25)     |        |
| 미원서원 (迷源書院)      | 경기도 가평군 설악면 선촌리 70                          | 1661년(현종 2)      |        |
| 미천서원 (眉泉書院)      | 전라남도 나주시 안창동 383                              | 1690년(숙종 16)     |        |
| 민절서원 (愍節書院)      | 서울특별시 동작구 노량진동 185-2번지                    | 1681년(숙종 7)      | 미복설 |
| 박산서원 (博山書院)      | 전라남도 강진군 작천면 박산리 1103                      | 1590년(선조 23)     |        |
| 반곡서원 (盤谷書院)      | 경상남도 거제시 거제면 동상리 367                       | 1704년(숙종 30)     |        |
| 반곡서원 (泮谷書院)      | 전라북도 완주군 비봉면 수선리 반저동                    | 1668년(현종 9)      |        |
| 반곡서원 (盤谷書院)      | 전라북도 전주시 완산구 동서학동 2가 210                 | 1777년(정조 1)      |        |
| 반구서원 (盤龜書院)      | 울산광역시 울주군 언양읍 대곡리 산200-1                 | 1712년(숙종 38)     |        |
| 반산서원 (盤山書院)      | 충청남도 부여군 임천면 만사리 191                       | 1757년(영조 33)     |        |
| 반암서원 (盤巖書院)      | 경상북도 고령군 덕곡면 반성리                           | 1794년(정조 18)     |        |
| 방산서원 (方山書院)      | 경상북도 영주시 이산면 용상1리 428-5                    | 1808년              |        |
| 방산서원 (方山書院)      | 전라남도 구례군 산동면 이평리 이촌마을                  | 1702년(숙종 29)     |        |
| 방춘서원 (芳春書院)      | 전라남도 해남군 계곡면 방춘리 443                       | 1808년(순조 8)      |        |
| 배산서원 (培山書院)      | 경상남도 산청군 단성면 사월리 544-3                     | 1771년(영조 47)     |        |
| 백곡서원 (栢谷書院)      | 경상남도 밀양시 용평리 582-1 백곡마을                   | 1800년(정조 24)     |        |
| 백곡서원 (柏谷書院)      | 경상북도 경산시 하양읍 대곡리                           | 1938년              |        |
| 백록서원 (白鹿書院)      | 충청북도 청주시 옥산면 환희리                           | 1710년(숙종 36)     |        |
| 백산서원 (白山書院)      | 경상북도 영주시 단산면 사천리                           | 1951년              |        |
| 백산서원 (白山書院)      | 전라북도 김제시 백산면 하서리 379-1                     | 일제강점기          |        |
| 백산서원 (栢山書院)      | 전라북도 무주군 무풍면 현내리 167 북리마을              | 1821년(순조 21)     |        |
| 백석서원 (白石書院)      | 전라북도 김제시 갈공동 갈공마을 508                     | 1652년(효종 3)      |        |
| 백원서원 (百源書院)      | 충청북도 진천군 이월면 노원리                           | 1597년(선조 30)     |        |
| 백학서원 (白鶴書院 )     | 경상북도 영천시 화남면 삼청리                           | 1555년(明宗 10))    |        |
| 백현서원 (栢峴書院)      | 전라북도 완주군 고산면 삼기리 1046                      | 1668년(현종 9)      |        |
| 벽계서원 (碧溪書院)      | 경상북도 안동시 북후면 장기리                           | 1860년(철종 11)     |        |
| 병산서원 (屛山書院)      | 경상북도 안동시 풍천면 병산리 30                        | 1572년(선조 5)      |        |
| 병암서원 (屛巖書院)      | 경상북도 청송군 부남면 부천리                           | 1702년(숙종 28)     |        |
| 병암서원 (屛巖書院)      | 대구광역시 달서구 용산동 521                            | 1675년(숙종 1)      |        |
| 보광서원 (葆光書院)      | 전라북도 완주군 구이면 평촌리                           | 1720년(숙종 46)     |        |
| 보령서원 (保寧書院)      | 전라북도 부안군 상서면 감교리                           | 1862년(철종 13)     |        |
| 보촌서원 (甫村書院)      | 전라남도 영광군 군남면 동간리 서강                      | 1782년(정조 6)      |        |
| 봉강서원 (鳳岡書院)      | 대구광역시 군위군 우보면 달산리 산725                   | 1609년(광해군 1)    |        |
| 봉강서원 (鳳崗書院)      | 경상북도 상주시 신봉동 230                              | 1817년(순조 17)     |        |
| 봉강서원 (鳳岡書院)      | 전라북도 완주군 봉동읍 구만리 529                       | 1754년(영조 30)     |        |
| 봉계서원 (鳳溪書院)      | 충청북도 청주시 상당구 월오동 160번지                   | 1701년(숙종27)      |        |
| 봉곡서원 (鳳谷書院)      | 충청남도 논산시 연무읍 고내리 1087-35번지               | 1712년(숙종 38)     |        |
| 봉덕서원 (奉德書院)      | 경상북도 포항시 남구 장기면 방산리 300                  | 1959                |        |
| 봉람서원 (鳳覽書院)      | 경상북도 영양군 입암면 산해2동 봉감                     | 1602(선조 35)       |        |
| 봉산서원 (鳳山書院)      | 경상남도 산청군 생비량면 도전리 어은 859                | 1654년(효종 5)      |        |
| 봉산서원 (鳳山書院)      | 경상북도 봉화군 봉화읍 거촌리 563                       | 1793년(정조 17)     |        |
| 봉산서원 (鳳山書院)      | 경상북도 상주시 화서면 금산리 584                       | 1688년(숙종 14)     |        |
| 봉산서원 (鳳山書院)      | 대구광역시 수성구 상동 340번지                          | 1799(正祖 23年)     |        |
| 봉산서원 (蓬山書院)      | 전라남도 나주시 남평읍 서산리 16(서원마을)              | 1590년(선조 23)     |        |
| 봉암서원 (鳳巖書院)      | 경상북도 안동시 풍산읍 매곡리                           | 1802(순조 2)        |        |
| 봉암서원 (鳳岩書院)      | 전라남도 장성군 장성읍 장안리 19                        | 1697년(숙종 23)     |        |
| 봉암서원 (鳳巖書院)      | 세종특별자치시 연서면 월하리 3구 구서원(월계마을)       | 1651년(효종 2)      | 미복설 |
| 봉양서원 (鳳陽書院)      | 경상북도 고령군 우곡면 봉산리 966                       | 1977년              |        |
| 봉호서원 (蓬湖書院)      | 충청남도 부여군 석성면 봉정리                           | 1681년(숙종 7)      | 미복설 |
| 부산서원 (浮山書院)      | 충청남도 부여군 규암면 진변리                           | 1719년(숙종 45)     |        |
| 북산서원 (北山書院)      | 대구광역시 군위군 군위읍 대북리 371-1                   | 1846년(헌종 12)     |        |
| 분강서원 (汾江書院)      | 경상북도 안동시 도산면 가송리 612                       | 1613년(광해군 5)    |        |
| 분양서원 (汾陽書院)      | 전라북도 무주군 무풍면 지성리 366-2                     | 1901 분양정사       |        |
| 빙계서원 (氷溪書院)      | 경상북도 의성군 춘산면 빙례3리 산73-1                   | 1566년(명종 21)     |        |
| 사계서원 (泗溪書院)      | 경상북도 영주시 영주동(사계,서천교부근)                 | 1654년              |        |
| 사동서원 (社洞書院)      | 전라북도 장수군 산서면 사상리 170번지                   | 1847년(헌종 13)     |        |
| 사빈서원 (泗濱書院)      | 경상북도 안동시 임하면 천전리                           | 1685년(숙종 11)     |        |
| 사산서원 (士山書院)      | 전라북도 부안군 주산면 사산리 산59                      | 미상                |        |
| 사양서원 (泗陽書院)      | 경상북도 청송군 파천면 중평리 257                       | 1888년(고종 25)     |        |
| 사양서원 (泗陽書院)      | 경상북도 칠곡군 지천면 신리 43-1                        | 1651년(효종 2)      |        |
| 사천서원 (沙川書院)      | 경기도 양주시 은현면 봉암리 산50-2(24번지)              | 1712년 (숙종 38)    |        |
| 사충서원 (四忠書院)      | 경기도 하남시 상산곡동                                  | 1726년(영조 2)      |        |
| 산양서원 (山陽書院)      | 강원특별자치도 삼척시 원덕읍 산양리 843                 | 1824년(순조 24)     |        |
| 산천서원 (山泉書院)      | 경상북도 영주시 가흥 1동(목골)                          | 1779년              |        |
| 삼강서원 (三江書院)      | 경상남도 밀양시 삼랑진읍 삼랑리 613-1                   | 1563년(명종 18)     |        |
| 삼계서원 (三溪書院)      | 경상북도 봉화군 봉화읍 삼계리 152-2                     | 1588년(선조 21)     |        |
| 삼계서원 (三溪書院)      | 전라북도 임실군 둔남면 주천리                           | 1664년(현종 5)      |        |
| 삼명서원 (三明書院)      | 경상북도 포항시 남구 장기면 마현리 58                   | 1553년(명종 8)      |        |
| 삼봉서원 (三峰書院)      | 경상북도 영주시 이산면 신천리(삼봉골)                   | 1650년              |        |
| 삼성혈 (三姓穴)          | 제주특별자치도 제주시 이도1동 1313번지                  | 1526년(중종 21)     |        |
| 삼천서원 (三川書院)      | 전라북도 진안군 용담면 황산리                           | 1667년(현종 8)      | 미복설 |
| 삼현서원 (三賢書院)      | 전라북도 김제시 백산면 하정리 165                       | 1844년(헌종 10)     |        |
| 상봉서원 (祥鳳書院)      | 경상남도 함안군 칠원면 유원리 746                       | 1696년(숙종 22)     |        |
| 상현서원 (象賢書院)      | 충청북도 보은군 외속리면 서원리 304                     | 1555년(명종 10)     |        |
| 서계서원 (西溪書院)      | 경상남도 산청군 산청읍 지리 518                         | 1606년(선조 39)     |        |
| 서계서원 (西溪書院)      | 대구광역시 북구 서변동 881                              | 1781년(정조 5)      |        |
| 서산서원 (西山書院)      | 경상남도 함안군 군북면 원북리 462                       | 1703년(숙종 29)     |        |
| 서산서원 (西山書院)      | 경상북도 안동시 일직면 원리 175                         | 1771년(영조 47)     |        |
| 서산서원 (西山書院)      | 경상북도 포항시 남구 장기면 산서리 457                  | 1760년(영조 36)     |        |
| 서악서원 (西岳書院)      | 경상북도 경주시 서악동 615                              | 1561년(명종 16)     |        |
| 석계서원 (石溪書院)      | 울산광역시 울주군 웅촌면 석천리                         | 1737년(영조 13)     |        |
| 석실서원 (石室書院)      | 경기도 남양주시 수석동 산 2-1 서원말                    | 1656년(효종7년)     |        |
| 선암서원 (仙巖書院)      | 경상북도 청도군 금천면 신지리 335                       | 1568년(선조 1)      |        |
| 설봉서원 (雪峯書院)      | 경기도 이천시 관고동 437-1                              | 1564년(명종 19)     |        |
| 설재서원 (雪齋書院)      | 전라남도 나주시 노안면 영평리 649                       | 1688년(숙종 14)     |        |
| 섬계서원 (剡溪書院)      | 경상북도 김천시 대덕면 조룡445-1전                      | 1802년(순조 2)      |        |
| 성곡서원 (聖谷書院)      | 전라북도 임실군 덕치면 사곡리                           | 1784년(정조 8)      |        |
| 성곡서원 (星谷書院)      | 충청남도 금산군 남이면 성곡리 844                       | 1617년(광해군9)     |        |
| 성남서원 (城南書院)      | 경상북도 영천시 오수동                                  | 1723년(경종 3)      |        |
| 성암서원 (聖巖書院)      | 충청남도 서산시 읍내동 673-1                            | 1719(숙종 45)       |        |
| 성천서원 (星川書院)      | 경상남도 거창군 북상면 월성리                           | 1703년(숙종 21년)   |        |
| 소계서원 (蘇溪書院)      | 경상남도 양산시 상복면 소토리 667                       | 1783년(정조 7)      |        |
| 소곡서원 (蘇谷書院)      | 경상남도 창녕군 고암면 우천리 922                       | 1650년경            |        |
| 소노서원 (小魯書院)      | 경상남도 양산시 상북면 소토리 313-2                     | 1835년(헌종 2)      |        |
| 소산서원 (蘇山書院)      | 경기도 시흥시 신천동 산12                               | 1467년(세조 12)     |        |
| 소수서원 (紹修書院)      | 경상북도 영주시 순흥면 내죽리 151-2                     | 1543년(중종 38)     |        |
| 소암서원 (嘯巖書院)      | 경상북도 칠곡군 기산면 평복리 203                       | 1702년(숙종 28)     |        |
| 소양서원 (瀟陽書院)      | 경상북도 문경시 가은읍 전곡리 769-1                     | 1712년(숙종 38)     |        |
| 소천서원 (蘇川書院)      | 경상북도 예천군 용궁면 무이 2리 579                     | 1692년(숙종 18)     |        |
| 속수서원 (涑水書院)      | 경상북도 의성군 단밀면 속암1리                          | 1509년(중종 4)      |        |
| 송계서원 (松溪書院)      | 충청북도 영동군 매곡면 수원리                           | 1664년(현종 5)      |        |
| 송곡서원 (松谷書院)      | 경상북도 영천시 청통면 애련리                           | 1702년(숙종 28)     |        |
| 송곡서원 (松谷書院)      | 충청남도 서산시 인지면 애정리                           | 1694년(숙종 20)     |        |
| 송담서원 (松潭書院)      | 강원특별자치도 강릉시 구정면 언별리 1115                | 1630년(인조 8)      |        |
| 송담서원 (松潭書院)      | 경상남도 김해시 동상동 161                              | 1708년(숙종 34)     |        |
| 송담서원 (松潭書院)      | 경상남도 양산시 물금읍 가촌리 823-3                     | 1714년(숙종 40)     |        |
| 송록서원 (松麓書院)      | 경상북도 봉화군 봉화읍                                  | 2006년              |        |
| 송정서원 (松亭書院)      | 경상남도 함안군 산인면 송정리                           | 1721년(경종 1)      | 미복설 |
| 송천서원 (松川書院)      | 전라남도 순천시 별량면 동송리 409-1번지                 | 1954년              |        |
| 송천서원 (松泉書院)      | 충청북도 청주시 청원구 오창읍 양지리                    | 1695년(숙종 21)     |        |
| 송학서원 (松鶴書院)      | 경상북도 청송군 안덕면 장전1리 658-3                    | 1702년(숙종 28)     |        |
| 송호서원 (松湖書院)      | 경상남도 함양군 병곡면 송평리 503                       | 1830년(순조 30)     |        |
| 송호서원 (宋湖書院)      | 경상남도 합천군 대병면 회양리                           | 1777년(정조 1)      |        |
| 송호서원 (松湖書院)      | 대구광역시 군위군 군위읍 외량1리 80                     | 1725년(영조 1)      |        |
| 수곡서원 (水谷書院)      | 경기도 양평군 지평면 수곡리 631                         | 1714년(숙종 40)     |        |
| 수곡서원 (秀谷書院)      | 서울특별시 강남구 일원동 서원마을                       | 1685년(숙종 11)     | 미복설 |
| 수림서원 (繡林書院)      | 경상남도 고성군 마암면 화산리 998                       | 1856년(철종7)       |        |
| 수성서원 (首城書院)      | 경상북도 포항시 남구 동해면 공당리 733번지              | 1954년도            |        |
| 수암서원 (秀岩書院)      | 전라남도 강진군 성전면 수양리 288                       | 1820년(순조 20)     |        |
| 숭모서원 (崇慕書院)      | 전라북도 진안군 동향면 능금리                           | 1812년(순조 12)     |        |
| 숭현서원 (崇賢書院)      | 대전광역시 유성구 완촌동 산35                           | 16세기 후반         |        |
| 신계서원 (新溪書院)      | 경상남도 산청군 신안면 문대리 726                       | 1839년(헌종 5)      |        |
| 신계서원 (新溪書院)      | 경상남도 의령군 부림면 감암리 911                       | 1861년(철종 12)     |        |
| 신남서원 (辛南書院)      | 경상남도 밀양시 무안면 정곡리 74번지                    | 1822년(순조 22)     |        |
| 신산서원 (新山書院)      | 경상남도 김해시 대동면 주동리 737                       | 1609년(광해군 1)    |        |
| 신안서원 (新安書院)      | 전라북도 임실군 임실읍 신안리 1134                      | 1588년(선조 21)     |        |
| 신암서원 (新巖書院)      | 경상남도 함안군 가야읍 신음리 1170                      | 1780년(정조 4)      |        |
| 신재서원 (新齋書院)      | 전라남도 광양시 광양읍 우산리 559-1                     | 1577년(선조 10)     |        |
| 신천서원 (新川書院)      | 경상북도 예천군 예천읍 왕신리 412-2                     | 1945년              |        |
| 신항서원 (莘巷書院)      | 충청북도 청주시 상당구 용정동 120                       | 1570년(선조 3)      |        |
| 심곡서원 (深谷書院)      | 경기도 용인시 수지구 상현동 203-2                       | 1605년(선조 38)     |        |
| 쌍천서원 (雙泉書院)      | 충청북도 청주시 낭성면 무성리                           | 1695년(숙종 21)     |        |
| 안곡서원 (安谷書院)      | 경기도 화성시 서신면 상안리 585                         | 1666년(현종 7)      |        |
| 안락서원 (安樂書院)      | 부산광역시 동래구 안락1동 838                           | 1605년(선조 38)     |        |
| 안산서원 (安山書院)      | 경상북도 포항시 남구 장기면 방산리 720                  | 1939년              |        |
| 암포서원 (巖浦書院)      | 경상북도 성주군 월항면 암포리572-1번지                  | 1569년(선조 2)      |        |
| 압계서원 (鴨溪書院)      | 전라북도 장수군 산서면 학선리 산76                      | 1789년(정조 13)     |        |
| 양산서원 (陽山書院)      | 대구광역시 군위군 부계면 남산리 296                     | 1710년(숙종 36)     |        |
| 양천서원 (良川書院)      | 대구광역시 군위군 군위읍 내량리 산684-1                 | 1747년(영조 23)     |        |
| 어강서원 (漁江書院)      | 경상남도 의령군 용덕면 정동리                           | 순조연간(1801~1834) |        |
| 여남서원 (汝南書院)      | 경상북도 영양군 영양읍 동부리 552                       | 1647년(인조 25)     |        |
| 역동서원 (易東書院)      | 경상북도 안동시 송천동 371                              | 1567년(선조즉위년)  |        |
| 연경서원 (硏經書院)      | 대구광역시 북구 연경동                                  | 1564년(明宗 19)     | 미복설 |
| 연계서원 (連溪書院)      | 경상북도 영천시 신녕면 연정리 190번지                   | 2004년              |        |
| 연곡서원 (淵谷書院)      | 전라남도 장흥군 장흥읍 원도리 46                        | 1698년(숙종 24)     |        |
| 연악서원 (淵嶽書院)      | 경상북도 상주시 지천동 628                              | 1553년(명종 8)      |        |
| 연암서원 (燕巖書院)      | 경상남도 창녕군 성산면 후천리                           | 1695년(숙종 21)     |        |
| 염의서원 (廉義書院)      | 전라북도 군산시 옥산면 당북리 723                       | 1665년(명종 을축년) |        |
| 영계서원 (靈溪書院)      | 전라북도 진안군 마령면 강정리                           | 1649년(인조 27)     |        |
| 영귀서원 (詠歸書院)      | 전라남도 곡성군 겸면 현정리 391                         | 1564년(명종 19년)   |        |
| 영빈서원 (瀯濱書院)      | 경상남도 거창군 남하면 무릉리 1123                      | 1744년(영조 20)     |        |
| 영산서원 (英山書院)      | 경상북도 영양군 영양읍 현리                             | 1577년(宣祖10)      | 미복설 |
| 영연서원 (靈淵書院)      | 경상북도 고령군 우곡면 사촌리                           | 1711년(숙종 37)     |        |
| 영천서원 (寧川書院)      | 전라북도 임실군 지사면 영천리 203-1번지                 | 1619년(광해군 11)   |        |
| 예림서원 (禮林書院)      | 경상남도 밀양시 부북면 후사포리 179번지                 | 1567년(명종 22)     |        |
| 예암서원 (禮巖書院)      | 경상남도 김해시 삼방동 10-1                             | 1709년(숙종 35)     |        |
| 예양서원 (汭陽書院)      | 전라남도 장흥군 장흥읍 예양리 83-1                      | 1620년(광해군 12)   |        |
| 예연서원 (禮淵書院)      | 대구광역시 달성군 유가면 가태리 538                     | 1618년(광해군 10)   |        |
| 오강서원 (五崗書院)      | 전라북도 익산시 팔봉면 석암리 반산                      | 1852년(철종 3)      |        |
| 오계서원 (迃溪書院)      | 경상북도 영주시 평은면 천본리 55-1                      | 1570년(선조 3)      |        |
| 오봉서원 (五峰書院)      | 강원특별자치도 강릉시 성산면 오봉리 58-6                | 1561년(명종 16)     |        |
| 오봉서원 (五峯書院)      | 경상남도 밀양시 초동면 오방리 347                       | 1795년(정조 19)     |        |
| 오산서원 (吳山書院)      | 경상북도 구미시 오태동 산2                              | 1587년(선조 20)     | 미복설 |
| 오산서원 (梧山書院)      | 경상북도 영주시 기흥 1동(한절마)                        | 1834년              |        |
| 오암서원 (鰲巖書院)      | 경상북도 성주군 수륜면 남은리                           | 1730년              |        |
| 오천서원 (烏川書院)      | 경상북도 포항시 남구 오천읍 원동리 590                  | 1588년(선조 21)     |        |
| 오천서원 (梧川書院)      | 대구광역시 수성구 파동 433                              | 1744년(영조 20)     |        |
| 옥계서원 (玉溪書院)      | 경상남도 합천군 봉산면 술곡리                           | 1725년(영조 3)      |        |
| 옥계서원 (玉溪書院)      | 경상북도 울진군 북면 고목리                             | 1740년(영조 16)     |        |
| 옥계서원 (玉溪書院)      | 전라남도 순천시 연향동 1097                             | 1821년(순조 21)     |        |
| 옥동서원 (玉洞書院)      | 경상북도 상주시 모동면 수봉리 546                       | 1518년(중종 13)     |        |
| 옥동서원 (玉洞書院)      | 경상북도 울진읍 읍내리 옥계동                           | 1574년(宣祖 7)      |        |
| 옥병서원 (玉屛書院)      | 경기도 포천시 창수면 주원리 산216                       | 1649년(인조 27)     |        |
| 옥산서원 (玉山書院)      | 경상남도 하동군 옥종면 정수리 영당마을 176              | 1715년(숙종 41)     |        |
| 옥산서원 (玉山書院)      | 경상북도 경주시 안강읍 옥산리 7                         | 1572년(선조 5)      |        |
| 옥산서원 (玉山書院)      | 전라북도 군산시 옥구읍 상평리 510-9                     | 1929                |        |
| 옥산서원 (玉山書院)      | 전라북도 정읍시 소성면 애당리 모촌 344                  | 1661년(현종 2)      |        |
| 옥성서원 (玉成書院)      | 경상북도 상주시 외남면 신상리 129                       | 1551년(명종 6)      |        |
| 옥전서원 (玉田書院)      | 경상남도 합천군 쌍책면 성산리 474                       | 1799년(정조 23)     |        |
| 옥천서원 (玉川書院)      | 경상북도 성주군 용암면 대봉리 776                       | 1793년(정조 17)     |        |
| 옥천서원 (玉川書院)      | 경상북도 예천군 감천면 덕율리 산1621                    | 1667년(현종 8)      |        |
| 옥천서원 (玉川書院)      | 전라남도 순천시 옥천동 165                              | 1564년(명종 19)     |        |
| 옥화서원 (玉華書院)      | 충청북도 청주시 미원면 옥화리                           | 1717년(숙종 42)     |        |
| 옹정서원 (甕井書院)      | 전라북도 부안군 부안읍 옹중리 387-2                     | 1694년(숙종 20)     |        |
| 완계서원 (浣溪書院)      | 경상남도 산청군 신등면 단계리 113                       | 1614년(광해군 6)    |        |
| 완담서원 (浣潭書院)      | 경상북도 예천군 지보면 마산리 629-2                     | 1568년(선조 1)      |        |
| 용강서원 (龍江書院)      | 경기도 고양시 일산동구 성석동 1382                      | 조선 숙종년간       |        |
| 용강서원 (龍岡書院)      | 경상남도 합천군 용주면 고품리                           | 1664년(현종 5)      |        |
| 용강서원 (龍岡書院)      | 경상북도 안동시 용상동 63-1                             | 1671년(현종 12)     |        |
| 용강서원 (龍岡書院)      | 경상북도 청도군 이서면 학산리 450                       | 1816년(순조 16)     |        |
| 용강서원 (龍岡書院)      | 대구광역시 달서구 이곡동 1343-1                         | 1696년(숙종 22)     |        |
| 용강서원 (龍岡書院)      | 전라남도 순천시 금곡동 251-1                            | 1821(순조 21)       |        |
| 용강서원 (龍岡書院)      | 전라북도 전주시 덕진구 조촌동(원동) 회룡마을            | 1603년(선조 36)     |        |
| 용강서원 (龍江書院)      | 충청남도 금산군 제원면 용화리                           | 1716년(숙종 42)     |        |
| 용계서원 (龍溪書院)      | 경상북도 경산시 자인면 원당리                           | 1700년(숙종 26)     |        |
| 용계서원 (龍溪書院)      | 경상북도 안동시 와룡면 산야리 187                       | 1778년(정조2년)     |        |
| 용계서원 (龍溪書院)      | 경상북도 영천시 자양면 용산리 원각마을 303              | 1684년(숙종 10)     |        |
| 용계서원 (龍溪書院)      | 전라북도 정읍시 칠현면 시산리 688                       | 1701년(숙종 27)     |        |
| 용문서원 (龍門書院)      | 충청남도 공주시 상왕동 339-4                            | 1660년              |        |
| 용산서원 (龍山書院)      | 강원특별자치도 동해시 쇄운동 201-1                      | 1705년(숙종 31)     |        |
| 용산서원 (龍山書院)      | 경상북도 경주시 내남면 이조리 659                       | 1699년(숙종 25)     |        |
| 용산서원 (龍山書院)      | 전라남도 보성군 미력면 덕림리                           | 1607년(선조 40)     |        |
| 용안서원 (龍安書院)      | 경상남도 밀양시 무안면 내진리 173                       | 1813년(순조 13)     |        |
| 용암서원 (龍巖書院)      | 경상남도 합천군 삼가면 외토리 616-4                     | 1576년(선조 9)      |        |
| 용암서원 (龍巖書院)      | 전라북도 김제시 교동 38-2                               | 1575년(선조 8)      |        |
| 용암서원 (龍岩書院)      | 전라북도 장수군 천천면 춘공리 747                       | 1818년(순조 18)     |        |
| 용연서원 (龍淵書院)      | 경기도 포천시 신북면 신평리 165                         | 1691년(숙종 17)     |        |
| 용연서원 (龍淵書院)      | 경상남도 합천군 용주면 손목리                           | 1664년(현종 5)      |        |
| 용연서원 (龍淵書院)      | 경상북도 영주시 안정면 용산리                           | 1824년(순조24년)    |        |
| 용연서원 (龍淵書院)      | 울산광역시 남구 신정동 1412-10번지                      | 1737(영조 13)       |        |
| 용원서원 (龍源書院)      | 경상남도 거창군 가북면 용산리 157번지                   | 1686년(숙종 12)     |        |
| 용장서원 (龍章書院)      | 전라북도 남원시 주생면 상동리 644                       | 1302년(충렬왕 28)   |        |
| 용주서원 (龍洲書院)      | 경기도 파주시 월롱면 덕은리 291                         | 1787년(정조 11)     |        |
| 용호서원 (龍湖書院)      | 대구광역시 달성군 다사읍 서재리 693                     | 1704년(숙종 30)     |        |
| 용호서원 (龍湖書院)      | 전라북도 남원시 주천면 호경리 723                       | 고려시대            |        |
| 우계서원 (愚溪書院)      | 경상북도 안동시 도산면 가송리                           | 조선                |        |
| 우곡서원 (愚谷書院)      | 경상북도 의성군 의성읍 업리                             | 1818년(순조18년)    |        |
| 우록서원 (友鹿書院)      | 충청북도 청주시 현도면 우록리                           | 1708년(숙종 34)     |        |
| 우저서원 (牛渚書院)      | 경기도 김포시 감정동 492                                | 1648년(인조 26)     |        |
| 욱양서원 (郁陽書院)      | 경상북도 영주시 풍기읍 금계리                           | 1661년              |        |
| 운강서원 (雲崗書院)      | 경상남도 진주시 금곡면 금암리 운문마을                  | 미 상               |        |
| 운계서원 (雲溪書院)      | 경기도 양평군 용문면 덕촌리 산4-2                       | 1654년(효종 5)      |        |
| 운계서원 (雲溪書院)      | 경상남도 합천군 야로면 하림리                           | 1740년(영조 16)     |        |
| 운계서원 (雲溪書院)      | 경상북도 영덕군 병곡면 거무역리 519번지                 | 1824년(순조 24년)   |        |
| 운곡서원 (雲谷書院)      | 경상북도 경주시 강동면 왕신리 310                       | 1784년(정조 8)      |        |
| 운곡서원 (雲谷書院)      | 경상북도 영양군 영양읍 감천1동                          | 1780년(正祖 4)      | 미복설 |
| 운곡서원 (雲谷書院)      | 경상북도 영주시 평은면 금광리                           | 1667년              |        |
| 운곡서원 (雲谷書院)      | 전라북도 고창군 아산면 운곡리                           | 1766년(영조 42)     |        |
| 운곡서원 (雲谷書院)      | 충청북도 음성군 삼성면 용성리                           | 1602년(선조 35)     |        |
| 운구서원 (雲衢書院)      | 경상남도 합천군 가회면 둔내리 두심동                    | 1786년(정조 10)     |        |
| 운산서원 (雲山書院)      | 경상북도 영덕군 병곡면 원황리 944                       | 1899년(광무 3)      |        |
| 운산서원 (雲山書院)      | 전라남도 담양군 수북면 황금리 406                       | 1722년(경종2)       |        |
| 운암서원 (雲巖書院)      | 경상남도 창원시 사화동 303                              | 1702년(숙종 28)     |        |
| 운암서원 (雲巖書院)      | 경상북도 울진군 기성면 구산리 42                        | 1826년(순조 26)     |        |
| 운암서원 (雲岩書院)      | 광주광역시 북구 화암동                                  | 1706년(숙종 32)     |        |
| 운양서원 (雲陽書院)      | 경상북도 성주군 벽진면 운정리 517                       | 미상                |        |
| 웅연서원 (熊淵書院)      | 경상북도 문경시 산북면 서중리 웅연                      | 정종 을묘(1795)     |        |
| 원강서원 (圓岡書院)      | 울산광역시 울주군 삼동면 둔기리                         | 1799년(정조 23)     |        |
| 원계서원 (遠溪書院)      | 경상북도 경산시 와촌면 계전리 489                       | 1927년              |        |
| 원계서원 (遠溪書院)      | 경상북도 김천시 부곡동 143 (원곡)                       | 1931년              |        |
| 월강서원 (月崗書院)      | 전라북도 장수군 장계면 월강리                           | 1828년(순조 28)     |        |
| 월계서원 (月溪書院)      | 경상북도 울진군 고성2리 708                             | 1856년(철종 7)      |        |
| 월봉서원 (月峯書院)      | 광주광역시 광산구 광산동 452                            | 1578년(선조 11)     |        |
| 월암서원 (月巖書院)      | 전라북도 고창군 고창읍 월암리 255-2                     | 1946년              |        |
| 월영서원 (月影書院)      | 경상남도 마산시 해운동 8-4                              | 1713년(숙종 39)     |        |
| 월정서원 (月井書院)      | 전라남도 나주시 노안면 금안리 1구 광곡마을              | 1659년(효종 10)     |        |
| 위계서원 (葦溪書院)      | 경상남도 고성군 마암면 석마리 643                       | 1844년(헌종 10)     |        |
| 유곡서원 (柳谷書院)      | 충청남도 금산군 금성면 하류리 315번지                   | 光海 3년(1611)년    |        |
| 유암서원 (流巖書院)      | 경상북도 안동시 와룡면 주하리 267-1                     | 1761년(영조 37)     |        |
| 유애서원 (遺愛書院)      | 광주광역시 광산구 흑석동 260                            | 1754년(영조 30)     |        |
| 유천서원 (柳川書院)      | 전라북도 부안군 보안면 영전리 216                       | 1652년(효종 3)      |        |
| 율봉서원 (栗峰書院)      | 전라남도 순천시 별량면 우산리 간동마을                  | 1824년(순조 24)     |        |
| 율산서원 (栗山書院)      | 전라북도 김제시 명덕동 647번지                          | 1984년도            |        |
| 의산서원 (義山書院)      | 경상북도 문경시 산양면 위만리 109, 474                  | 1756년(영조 32)     |        |
| 의산서원 (義山書院)      | 경상북도 영주시 장수면 갈산리(갈미)                     | 1610년              |        |
| 의양서원 (宜陽書院)      | 경상남도 의령군 유곡면 칠곡리 판곡                      | 1861년(철종 12)     |        |
| 이강서원 (伊江書院)      | 대구광역시 달성군 다사읍 이천리 227                     | 1639년(인조 17)     |        |
| 이계서원 (伊溪書院)      | 경상남도 합천군 대양면 대목리 이계                      | 1836년(헌종 2)      |        |
| 이산서원 (伊山書院)      | 경상북도 영주시 이산면 내림리                           | 1558년(명종 13)     |        |
| 이양서원 (尼陽書院)      | 대구광역시 달성군 현풍읍 대리 907-3                     | 1707년(숙종 33)     |        |
| 이연서원 (伊淵書院)      | 경상남도 합천군 가야면 매안리 888                       | 1587년(선조 20)     |        |
| 이천서원 (伊川書院)      | 전라남도 순천시 상사면 동백리                           | 1827년(순조 27)     |        |
| 이흥서원 (驪興書院)      | 전라남도 영광군 영광읍 학정리 113번지                   | 1800년 (정조24)     |        |
| 인산서원 (仁山書院)      | 경상북도 경주시                                         | 1688년(肅宗 14)     | 미복설 |
| 인산서원 (仁山書院)      | 경상북도 영덕군 창수면 인량리 (모지동)                  | 1696년(숙종22년)    |        |
| 인산서원 (仁山書院)      | 경상북도 예천군 용문면 하금곡리                         | 1725년(영조 원년)   | 미복설 |
| 인천서원 (仁川書院)      | 경상남도 하동군 북천면 서황리 954                       | 1719년(숙종 45)     |        |
| 인흥서원 (仁興書院)      | 대구광역시 달성군 화원읍 본리 730                       | 1825년(순조 25)     |        |
| 일신서원 (日新書院)      | 경상북도 김천시 아포읍 예리                             | 미상                |        |
| 임강서원 (臨江書院)      | 경기도 연천군 장남면 고랑포리 산22임                    | 1650년(효종1년)     |        |
| 임계서원 (臨溪書院)      | 광주광역시 북구 각화동 54                               | 1986년 9월 준공     |        |
| 임고서원 (臨皐書院)      | 경상북도 영천시 임고면 양항리 462                       | 1553년(명종 8)      |        |
| 임장서원 (臨漳書院)      | 경기도 연천군 연천읍 동막리 490                         | 1700년(숙종 26)     |        |
| 임천서원 (臨川書院)      | 경상남도 진주시 금산면 가방리                           | 1702년(숙종 28)     |        |
| 임천서원 (臨川書院)      | 경상북도 안동시 송현동 740                              | 1607년(선조 40)     |        |
| 임호서원 (臨湖書院)      | 경상북도 경산시 하양읍 은호리 101                       | 1823년(순조 23)     |        |
| 임호서원 (臨湖書院)      | 경상북도 상주시 함창읍 신흥리 377                       | 1590년(선조 23)     |        |
| 임호서원 (臨湖書院)      | 경상북도 안동시 임하면 임하리 790                       | 1707년(숙종 33)     |        |
| 임호서원 (林湖書院 )     | 경상북도 청도군 금천면 임당리 마을 입구                 | 1920년              |        |
| 입암서원 (立巖書院)      | 경상북도 포항시 북구 죽장면 입암1리 산21                | 1657년(효종 8)      |        |
| 자강서원 (紫崗書院)      | 경상북도 칠곡군 북삼읍 인평 2리                         | 미상                |        |
| 자계서원 (紫溪書院)      | 경상북도 청도군 이서면 서원리 85                        | 1518년(중종 13)     |        |
| 자동서원 (紫東書院)      | 경상북도 김천시 조마면 강곡2리 797                      | 1811년(순조 11)     |        |
| 자산서원 (紫山書院)      | 전라남도 함평군 엄다면 엄다리 제동마을 493              | 1616년(광해군 8)    |        |
| 자암서원 (紫巖書院)      | 울산광역시 울주군 웅촌면 통천리                         | 1804년(순조 4)      |        |
| 자운서원 (紫雲書院)      | 경기도 파주시 법원읍 동문리 산5-1                       | 1615년(광해군 7)    |        |
| 잠곡서원 (潛谷書院)      | 경기도 가평군 청평면 청평리 140-17                      | 1705년(숙종 31)     |        |
| 장대서원 (藏待書院)      | 경상북도 의성군 봉양면 장대리 산38                      | 1672년(현종 13)     |        |
| 장산서원 (章山書院)      | 경상북도 경주시 안강읍 옥산리 1692~1                    | 정조4년(1780)       |        |
| 장암서원 (壯巖書院)      | 경상북도 영주시 문수면 적동리(장암)                     | 1683년              |        |
| 장연서원 (長淵書院)      | 전라남도 나주군 남평읍 풍림리 720                       | 1734년(영조 10)     |        |
| 재동서원 (齋洞書院)      | 전라남도 고흥군 대서면 화산리 16                        | 1785년(정조 9)      |        |
| 저산서원 (楮山書院)      | 전라북도 김제시 공덕면 회룡리                           | 1577년(선조 16)     |        |
| 정강서원 (鼎崗書院)      | 경상남도 진주시 문산읍 옥산리                           | 1694년(숙종 20)     | 미복설 |
| 정산서원 (井山書院)      | 경상남도 함양군 지곡면                                  | 1951년              |        |
| 정충서원 (旌忠書院)      | 전라북도 남원시 주생면 정송리 산7번지                   | 1649년(인조 27)     |        |
| 정퇴서원 (靜退書阮)      | 충청남도 아산시 배방읍                                  | 1634년(인조12)      |        |
| 종천서원 (宗川書院)      | 경상남도 하동군 옥종면 안계리 651                       | 1677년(숙종 3)      |        |
| 주봉서원 (胄峰書院)      | 전라남도 강진군 옴천면 영산리 381-16                    | 1624년(인조 2)      |        |
| 주암서원 (舟巖書院)      | 전라북도 임실군 지사면 방계리 713-1                     | 1654년(효종 5)      |        |
| 죽계서원 (竹溪書院)      | 전라북도 무주군 안성면 죽천리 793                       | 1713년(숙종 39)     |        |
| 죽계서원 (竹溪書院)      | 충청북도 청주시 북이면 용계리                           | 1738년(영조 14)     |        |
| 죽림서원 (竹林書院)      | 경상북도 포항시 남구 장기면 읍내리                      | 1707년(肅宗 33)     | 미복설 |
| 죽림서원 (竹林書院)      | 전라남도 장성군 북이면 만무리 376                       | 1590년(선조 23)     |        |
| 죽림서원 (竹林書院)      | 충청남도 논산시 강경읍 황산리 95번지                    | 1626년(인조 4)      |        |
| 죽수서원 (竹樹書院)      | 전라남도 화순군 한천면 모산리 산 15-3                   | 1570년(선조 3)      |        |
| 죽정서원 (竹亭書院)      | 전라남도 영암군 군서면 서구림리                         | 1681년(숙종 7)      |        |
| 중동서원 (中洞書院)      | 경상남도 합천군 합천읍 정대동 690-1                     | 1691년(숙종 17)     |        |
| 중양서원 (中陽書院)      | 경상북도 포항시 남구 동해면 중산리 185-2                | 1794년(정조 18)     |        |
| 중주서원 (中洲書院)      | 전라북도 임실군 덕치면 일중리                           | 1850년(철종 1)      |        |
| 지계서원 (芝溪書院)      | 전라북도 순창군 적성면 지북리                           | 1788년(정조 12)     |        |
| 지곡서원 (芝谷書院)      | 전라남도 화순군 화순읍 다지리                           | 1584년(선조 17)     |        |
| 지산서원 (芝山書院)      | 경상북도 청도군 이서면 신촌리 420                       | 1844년(헌종 10)     |        |
| 지음서원 (芝蔭書院)      | 전라북도 김제시 흥사동 지음리 469                       | 1634년(인조 12)     |        |
| 지천서원 (知川書院)      | 충청북도 음성군 생극면 팔성리                           | 1740년(영조10년)    |        |
| 직천서원 (稷川書院)      | 경상북도 경주시 안강읍 대동리                           | 1702년(숙종 28)     |        |
| 창강서원 (滄江書院)      | 충청남도 부여군 부여읍 저석리                           | 1629년(인조 7)      |        |
| 창계서원 (滄溪書院)      | 전라남도 나주시 다시면 가운리                           | 1710년(숙종 36)     |        |
| 창계서원 (滄溪書院)      | 전라북도 장수군 장수읍 선창리                           | 1695년(숙종 21)     |        |
| 창대서원 (昌臺書院)      | 경상북도 영천시 과전동 10                               | 1697년(숙종 23)     |        |
| 창동서원 (滄東書院)      | 전라북도 정읍시 이평면 창동리 609-1                     | 1964년              |        |
| 창렬서원 (彰烈書院)      | 경상북도 안동시 서후면 교리 267                         | 1804년(순조 4)      |        |
| 창열서원 (彰烈書院)      | 충청남도 부여군 구룡면 금사리 519                       | 1717년(숙종 43)     |        |
| 창절서원 (彰節書院)      | 강원도 영월군 영월읍 영흥14리                           | 1685년(숙종 11)     |        |
| 창주서원 (滄洲書院)      | 전라북도 남원시 도통동 315                              | 1579년(선조 30)     |        |
| 천곡서원 (川谷書院)      | 경상북도 성주군 벽진면 수촌리                           |                     |        |
| 천곡서원 (泉谷書院)      | 전라북도 완주군 화산면 종리 천곡 963번지                | 1972                |        |
| 첨두서원 (瞻斗書院)      | 경상남도 마산시 내서읍 삼계리                           | 1731년(영조 7)      |        |
| 청계서원 (淸溪書院)      | 경상남도 진주시 남성 168번지 진주성내                   | 1833년(순조 33)     |        |
| 청계서원 (淸溪書院)      | 경상남도 함안군 칠서면 천계리 791                       | 1670년(현종 11)     |        |
| 청계서원 (淸溪書院)      | 경상남도 합천군 율곡면 내천리 313                       | 1564년(명종 19)     |        |
| 청곡서원 (淸谷書院)      | 경상남도 산청군 신안면 청현리 110                       | 1642년(인조 20)     |        |
| 청성서원 (靑城書院)      | 경상북도 안동시 풍산읍 막곡리 159                       | 1608년(선조 41)     |        |
| 청암서원 (淸巖書院)      | 경상북도 상주시 공검면 예주리 산19-1                    | 1752년(영조 29)     |        |
| 청일서원 (淸逸書院)      | 충청남도 부여군 홍산면 교원리                           | 1621년(광해군 13)   |        |
| 청천서원 (晴川書院)      | 경상북도 성주군 대가면 칠봉리 532                       | 영조 5년(1729)      |        |
| 청풍서원 (淸風書院)      | 충청남도 금산군 부리면 불이리                           | 1671년              |        |
| 청하서원 (淸河書院)      | 전라북도 완주군 구이면 중인리                           | 1716년(숙종 42)     |        |
| 청호서원 (靑湖書院)      | 대구광역시 수성구 황금동 271                            | 1685년(숙종 11)     |        |
| 춘천서원 (春川書院)      | 경상북도 김천시 부향면 파천1리 248                      | 1756년(영조 32)     |        |
| 충곡서원 (忠谷書院)      | 충청남도 논산시 부적면 충곡리 산 115-2번지              | 1692년(숙종 18)     |        |
| 충렬서원 (忠烈書院)      | 강원특별자치도 철원군 김화읍 읍내리 630                 | 1650년.             |        |
| 충렬서원 (忠烈書院)      | 경기도 용인시 처인구 모현읍 능원리118-1                 | 1576년(선조 9)      |        |
| 충현서원 (忠賢書院)      | 경기도 광명시 소하동 영당마을                           | 1658년(효종 9)      | 미복설 |
| 충현서원 (忠賢書院)      | 충청남도 공주시 반포면 공암리 381번지                   | 1581년(선조 14)     |        |
| 치동서원 (淄東書院)      | 전라북도 군산시 옥구읍 오곡리                           | 1926년              |        |
| 치산서원 (鵄山書院)      | 울산광역시 울주군 두동면 만화리 산30-2                  | 1745년(영조 21)     |        |
| 칠봉서원 (七峰書院)      | 강원특별자치도 횡성군 서원면 창촌리 353-1               | 1612년(광해군 4)    |        |
| 칠산서원 (七山書院)      | 충청남도 부여군 임천면 칠산리 284                       | 1686년(숙종 12)     |        |
| 칠탄서원 (七灘書院)      | 경상남도 밀양시 단장면 미촌리 산 80                     | 1844년(헌종 10)     |        |
| 타양서원 (陁陽書院)      | 경상북도 안동시 일직면 조탑리 73                        | 1741년(영조 17)     |        |
| 태암서원 (泰巖書院)      | 경상남도 의령군 용덕면 죽전리 504                       | 1789년(정조 13)     |        |
| 태화서원 (太和書院)      | 울산광역시 중구 옥교동 239-1                            | 1797년 (정조 21)    |        |
| 파산서원 (坡山書院)      | 경기도 파주시 파평면 눌노리 235                         | 1568년(선조 1)      |        |
| 팔봉서원 (八峰書院)      | 충청북도 충주시 이류면 문주리 74-1                      | 1582년(선조 15)     |        |
| 평천서원 (平川書院)      | 경상남도 산청군 생초면 평촌리 714-1                     | 1694년(숙종 20)     |        |
| 표충서원 (表忠書院)      | 경상남도 밀양시 단장면 구천리 23                        | 1610년(광해군 2)    |        |
| 풍계서원 (楓溪書院)      | 전라북도 남원시 대강면 풍산리 317                       | 1788년(정조 12)     |        |
| 필암서원 (筆巖書院)      | 전라남도 장성군 황룡면 필암리 377                       | 1590년(선조 23)     |        |
| 하강서원 (荷江書院)      | 충청북도 충주시 금가면 하담리                           | 1786년(정조 10)     |        |
| 하로서원 (賀老書院)      | 경상북도 김천시 양천동 830                              | 1648년(인조 26)     |        |
| 학남서원 (鶴南書院)      | 경상북도 청도군 각남면 일곡리 183번지                   | 1977년              |        |
| 학당서원 (學堂書院)      | 전라북도 김제시 백산면 학정리 생건마을                  | 1654년(효종 5)      |        |
| 학림서원 (鶴林書院)      | 전라남도 장성군 진원면 학림리                           | 1643년(인조 21)     |        |
| 학림서원 (鶴林書院)      | 경상남도 거창군 위천면 황산리 239번지                   | 1780년(정조 4)      |        |
| 학산서원 (鶴山書院 )     | 경상북도 포항시 북구 청하면 덕성리                      | 1692년(肅宗 18)     | 미복설 |
| 학산서원 (鶴山書院)      | 울산광역시 중구 대화동 459-31                           | 1851~1886           |        |
| 학산서원 (鶴山書院)      | 인천광역시 남구 학익동 83번지                           | 1762년(영조 38)     | 미복설 |
| 학삼서원 (鶴三書院)      | 경상북도 포항시 남구 장기면 학곡리 406                  | 1791년(정조 15)     | [27]   |
| 학정서원 (鶴亭書院)      | 전라북도 임실군 청웅면 구고리                           | 1656년(효종 7)      |        |
| 학천서원 (鶴川書院)      | 전라북도 완주군 구이면 원기리 857                       | 1825년(純祖 乙西)   |        |
| 한천서원 (寒泉書院)      | 경상북도 문경시 농암면 농암리(가실목)                   | 숙종 23년(1697)     |        |
| 한천서원 (寒泉書院)      | 경상북도 영주시 가흥 1동(한정)                          | 1786년              |        |
| 한천서원 (寒泉書院)      | 대구광역시 달성군 가창면 행정리 871                     | 1838년(헌종 4)      |        |
| 합호서원 (合湖書院)      | 세종특별자치시 합강동 105                               | 1716년(숙종 42)     |        |
| 해망서원 (海望書院)      | 전라남도 화순군 춘양면 대신리 904                       | 1508년(중종 3)      |        |
| 해촌서원 (海村書院)      | 전라남도 해남군 해남읍 해리                             | 1652년(효종 3)      |        |
| 행계서원 (杏溪書院)      | 경상북도 봉화군 물야면 수식리 720ㅡ2번지                | 1785년(정조9)       |        |
| 행림서원 (杏林書院)      | 충청남도 논산시 가야곡면 육곡리 394번지                 | 1856년(철종 4)      |        |
| 행주서원 (杏洲書院)      | 경기도 고양시 덕양구 행주외동 162-1                     | 1842년(헌종 8)      |        |
| 현주서원 (玄洲書院)      | 전라북도 임실군 지사면 현계리 834                       | 1761년(영조 37)     |        |
| 혜산서원 (惠山書院)      | 경상남도 밀양시 산외면 다죽리 607                       | 1753년(영조 29)     |        |
| 호계서원 (虎溪書院)      | 경상북도 안동시 임하면 임하리 84-3                      | 1575년(선조 8)      |        |
| 호산서원 (湖山書院)      | 전라북도 완주군 삼례읍 후정리 317                       | 1805년(순조 5)      |        |
| 호암서원 (湖巖書院)      | 전라북도 남원시 덕과면 만도리 682-1                     | 정조 13년(1789)     |        |
| 홍포서원 (鴻浦書院)      | 경상남도 함안군 칠서면 계내리 1336                      | 1782년(정조 6)      |        |
| 화강서원 (華岡書院)      | 전라북도 고창군 고창읍 주곡리                           | 1924년              |        |
| 화계서원 (華溪書院)      | 경상북도 군위군 의흥면 금양리 365번지                   | 1726년(영조2년)     |        |
| 화동서원 (華東書院)      | 전라북도 고창군 대산면 매산리 교동 743-1                | 1957년              |        |
| 화산서원 (花山書院)      | 경기도 포천시 가산면 방축리 산16-1                      | 1631년(인조 9)      |        |
| 화산서원 (華山書院)      | 경상남도 함양군 수동면 화산리                           | 1966년              |        |
| 화산서원 (禾山書院)      | 경상북도 의성군 단촌면 하화리 350                       | 1855년(철종 6)      |        |
| 화산서원 (花山書院)      | 전라북도 순창군 류등면 괴정리                           | 1607년(선조 40)     |        |
| 화산서원 (華山書院)      | 전라북도 완주군 소양면 신원리                           | 1580년(선조 13)     |        |
| 화산서원 (華山書院)      | 전라북도 익산시 금마면 신룡리                           | 1657년(효종 8)      |        |
| 화산서원 (華山書院)      | 전라북도 진안군 언천면 백화리 905                       | 1922년              |        |
| 화산서원 (華山書院)      | 충청남도 서천군 기산면 화산리                           | 미상                |        |
| 화암서원 (華巖書院)      | 대구광역시 북구 노곡동 산 79-1                          | 1789년(정조 13)     |        |
| 화암서원 (華巖書院)      | 전라북도 익산시 금마면 노상리                           | 1552년(명종 7)      |        |
| 화암서원 (花巖書院)      | 충청남도 보령시 청라면 장산리 산27-1                    | 1610년(광해군 2)    |        |
| 화암서원 (花巖書院)      | 충청북도 괴산군 칠성면 송동                             | 1622년(광해군 14)   |        |
| 화양서원 (華陽書院)      | 충청북도 괴산군 청천면 화양리 375-3 외                  | 숙종 22년(1696년)   |        |
| 화천서원 (花川書院)      | 경상북도 안동시 풍천면 광덕리 16-2                      | 1786년(정조 10)     |        |
| 환봉서원 (環峰書院)      | 전라북도 남원시 금지면 방촌리                           | 1961년              |        |
| 황강서원 (皇岡書院)      | 경상북도 청도군 금천면 갈지리                           | 1835년(헌종 1)      |        |
| 황강서원 (黃岡書院)      | 전라북도 전주시 완산구 효자동 3가 295-3                 | 1603년(선조 36)     |        |
| 황곡서원 (篁谷書院)      | 경상남도 함안군 가야읍 검암리 103번지                   | 1633년(인조 11)     |        |
| 회계서원 (晦溪書院)      | 경상북도 영천시 화남면 삼창리                           | 1832년(순조 32)     |        |
| 회동서원 (檜洞書院)      | 전라북도 김제시 만경읍 회동리                           | 1602년(선조 35)     |        |
| 회연서원 (檜淵書院)      | 경상북도 성주군 수륜면 신정리 257                       | 1583년(선조 16)     |        |
| 회원서원 (檜原書院)      | 경상남도 창원시 마산회원구 교방동 237                   | 1634년(인조 12)     |        |
| 횡계서원 (橫溪書院)      | 경상북도 영천시 화북면 횡계리 457-3                     | 1760년(영조 36)     |        |
| 효곡서원 (孝谷書院)      | 경상북도 상주시 공성면 용신2리 324                      | 1685년(숙종 12)     |        |
| 효산서원 (孝山書院)      | 경상남도 산청군 차황면 철수리 273                       | 1887년 4월          |        |
| 효암서원 (孝巖書院)      | 충청남도 논산시 가야곡면 산노리 22-5번지                | 1713년(숙종 39)     |        |
| 효충서원 (效忠書院)      | 전라북도 부안군 하서면 청호리 473                       | 1652년(인조 3)      |        |
| 훈령서원 (薰嶺書院)      | 경상북도 청도군 이서면 신촌리                           | 1541년(중종 36)     |        |
| 휴정서원 (休亭書院)      | 충청남도 논산시 부적면 신풍리 36번지                    | 1699년(숙종 25)     |        |
| 흥암서원 (興巖書院)      | 경상북도 상주시 연원리 769                              | 1702년(숙종 28)     |        |